# Selloa ligulata
Selloa ligulata là một loài thực vật có hoa trong họ Cúc. Loài này được (Cuatrec.) H.Rob. miêu tả khoa học đầu tiên năm 1997.